# Under Two Flags (1916)
Under Two Flags é um filme de drama mudo americano de 1916 dirigido por J. Gordon Edwards e estrelado por Theda Bara. Foi a segunda adaptação do romance best-seller de 1867, Under Two Flags, de Ouida, e a versão subsequente da peça teatral de Arthur Shirley.
O filme foi relançado pela Fox Film Corporation em janeiro de 1919. O romance / peça foi adaptado para a tela pela terceira vez em 1922 como Under Two Flags da The Universal Film Manufacturing Company e pela quarta vez em 1936 novamente como Under Two Flags da 20th Century Fox.

## Elenco
- Theda Bara como cigarro
- Herbert Heyes como Bertie Cecil
- Stuart Holmes como Chateauroye (Holmes também reprisou esse papel na versão de 1922 estrelando Priscilla Dean)
- Stanhope Wheatcroft como Berkeley Cecil

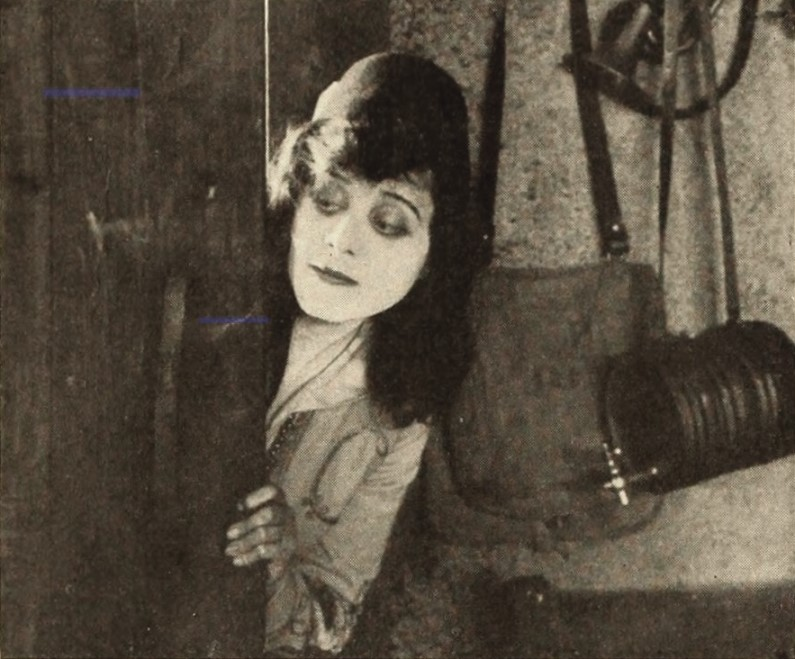
Theda Bara em Under Two Flags.

- Joseph Crehan como Rake
- Charles Craig como Rockingham
- Theda Bara em Under Two Flags.Claire Whitney como Venitia